# Nicholas Turro
Nicholas J. Turro (* 18. Mai 1938 in Middletown (Connecticut); † 24. November 2012)  war ein US-amerikanischer Chemiker (Photochemie). Er war Professor an der Columbia University.
Turro studierte an der Wesleyan University Chemie mit dem Bachelor-Abschluss summa cum laude 1960 und wurde 1963 bei George S. Hammond am Caltech promoviert. Als Post-Doktorand war er bei Paul Doughty Bartlett an der Harvard University. Danach wurde er Professor an der Columbia University, zuletzt als William P. Schweitzer Professor. 1966 wurde er Sloan Research Fellow. 1981 bis 1983 stand er der Chemie Fakultät vor und 1997 bis 2000 der Fakultät für Chemieingenieurwesen (mit George W. Flynn). Er starb an Bauchspeicheldrüsenkrebs.
Er veröffentlichte über 900 Arbeiten und verfasste Standardwerke über organische Photochemie.
1999 erhielt er den ACS Award in Colloid Chemistry, 2011 den Arthur C. Cope Award und 2000 den Willard Gibbs Award. 2005 hielt er die Theodor-Förster-Gedächtnisvorlesung. Er war Mitglied der National Academy of Sciences und der American Academy of Arts and Sciences.

## Schriften
- Molecular Photochemistry, Benjamin 1965
- Modern Molecular Photochemistry, Benjamin/Cummings 1978
  - Neuauflagen als Principles of Molecular Photochemistry: An Introduction, University Science Books, Sausalito 2009, und Modern Molecular Photochemistry of Organic Molecules, University Science Books, Sausalito, 2010, mit V. Ramamurthy und J. C. Scaiano